# Едвард Наджент
Едвард Джеймс Наджент (англ. Edward James Nugent; 7 лютого 1904 — 3 січня 1995) — американський актор кіно та театру.

## Біографія
Народився в 1904 році в Нью-Йорку, Наджент знявся у більш ніж 80 фільмах між 1928 і 1937 роками. Згодом він зробив другу акторську кар'єру на Бродвеї. «Бруклін США» (1941), комедія «Юна міс» (1942), «Побач мого адвоката» (1939) — одні з його найкращих ролей. Його подальша кар'єра була телевізійним продюсером, сценаристом і режисером American Broadcasting Company. У дитинстві він співав у Метрополітен-опера.
Помер у Сан-Антоніо, штат Техас, 3 січня 1995 року у віці 90 років.

## Вибрана фільмографія
- 1928 — Наші танцюючі дочки / Our Dancing Daughters
- 1929 — Самотній чоловік
- 1929 — Герцог йде геть